# Tatobotys varanesalis
Tatobotys varanesalis là một loài bướm đêm trong họ Crambidae.